# Assassinat de Paul Doumer
L'assassinat de Paul Doumer, président de la République française, a lieu le 6 mai 1932 à l'hôtel Salomon de Rothschild, à Paris. Le chef de l’État meurt le lendemain matin des suites de ses blessures. Son assassin, Paul Gorgulov, un immigré russe, est ensuite condamné à mort et exécuté.

## Contexte
En 1929, une crise économique touche les États-Unis puis toute l'Europe, en particulier l'Allemagne et le Royaume-Uni. Cette crise provoque une forte montée du chômage et des prix et une baisse de la production industrielle. La France n'est touchée par la Grande Dépression qu'en 1931. La France entre assez tardivement dans la crise, dont elle a apparemment été protégée durant quelques années, lorsque la chute de l’activité économique des autres pays affecte fortement ses exportations. La France apparaît alors comme un « îlot de prospérité ».
Par ailleurs, ces vingt années sont marquées par un bouleversement durable des rapports de force internationaux, après l'effondrement des anciens empires allemand, autrichien, russe et ottoman, l'acquisition du statut de première puissance économique mondiale par les États-Unis, et la création de l'URSS. Elles sont également caractérisées par la cristallisation d'idéologies (communisme, nationalisme, fascisme, nazisme) en blocs géopolitiques, par la multiplication en Europe de la violence politique, des conflits locaux et des incidents diplomatiques, et par l'apogée du colonialisme en Afrique et en Asie.

## Paul Doumer

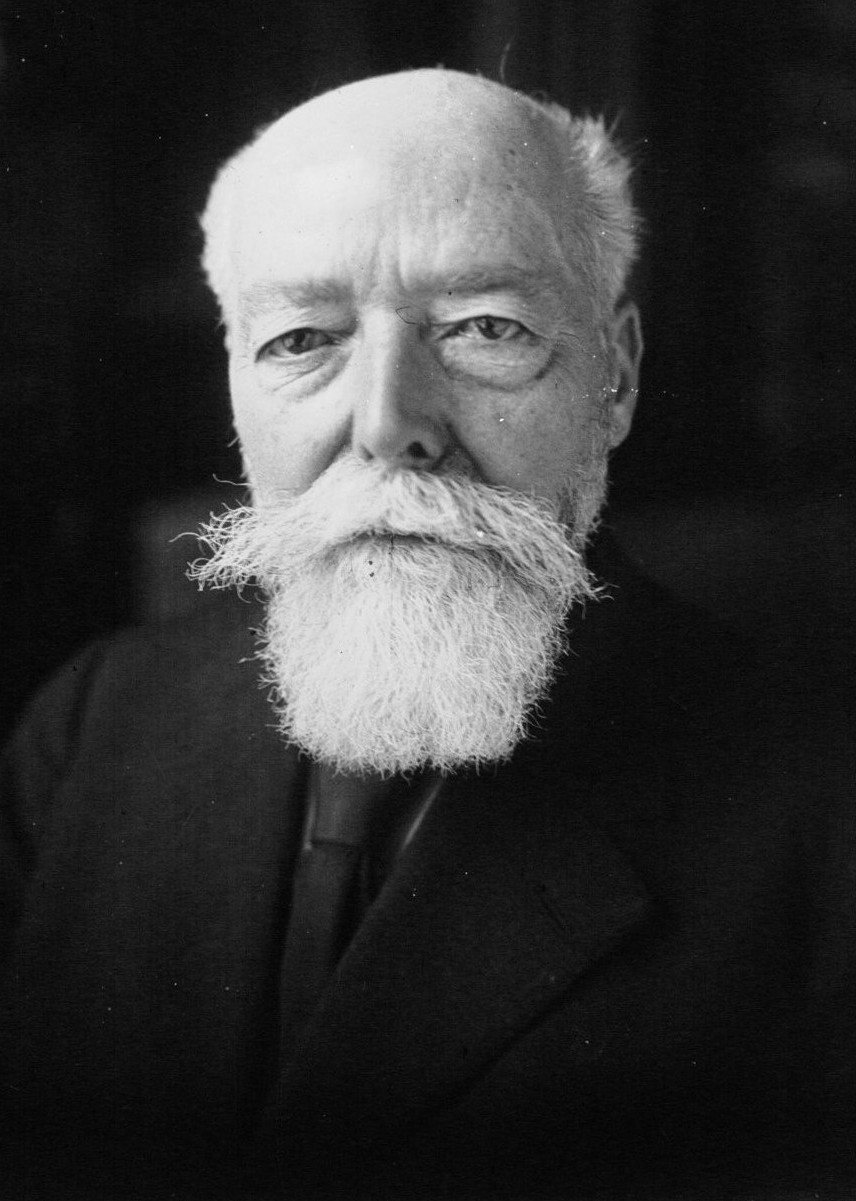
Paul Doumer en 1931.

Issu d'une famille modeste, Paul Doumer est né le 22 mars 1857 à Aurillac. Après avoir obtenu le certificat d'études primaires, il commence à travailler à 12 ans comme coursier ; il devient ensuite ouvrier graveur tout en poursuivant des études. Il est reçu au baccalauréat ès-sciences puis, entré dans l'enseignement comme répétiteur, obtient une licence de mathématiques et devient professeur de mathématiques au collège de Mende. En 1878, il épouse Blanche Richel ; de leur union naissent huit enfants, dont quatre fils qui mourront pour la France pendant la Première Guerre mondiale. Membre du Parti radical, il est gouverneur général d'Indochine de 1897 à 1902. Élu président de la Chambre des députés en 1905, il est plusieurs fois ministre des Finances entre 1895 et 1926, et joue un rôle actif pendant la Première Guerre mondiale. Il préside le Sénat de 1927 à 1931, année où il est élu président de la République. En 1932, Paul Doumer est âgé, et déjà très malade, avec de nombreux problèmes de santé. Son espérance de vie, alors, était tout au plus de quelques années. Son élection comme président de la République en 1931 était honorifique, et avait surtout comme but d'être le résultat d'un bilan honorable de l'ensemble de sa carrière politique, qui fut, elle, très importante.

## Paul Gorgulov

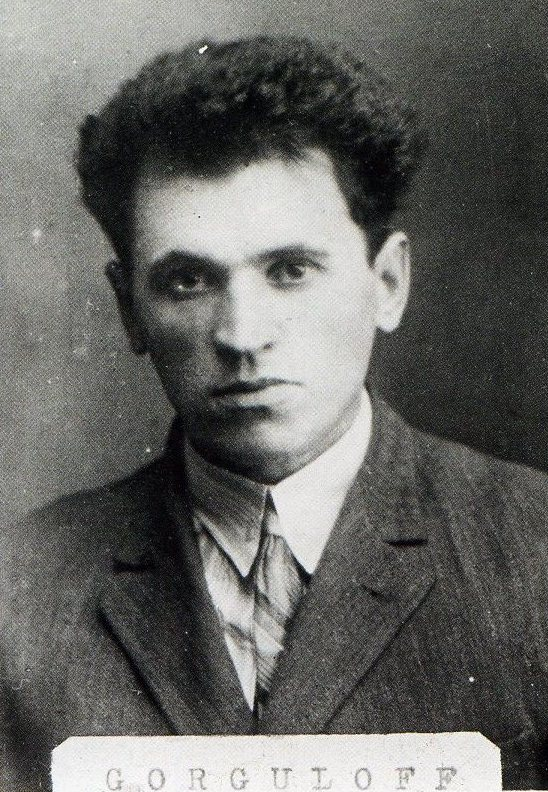
Photographie d'identité judiciaire de Paul Gorguloff.

Issu d’une famille de paysans caucasiens aisés, Paul Gorgulov ou Gorguloff, de son vrai nom Pavel Timofeïevitch Gorgoulov (en russe : Павел Тимофеевич Горгу́лов), est né en 1895 à Labinskaïa dans la région du Kouban en Russie. Il étudie la médecine puis est mobilisé au début de la Première Guerre mondiale : il y aurait ensuite été gravement blessé à la tête. Pendant la Révolution russe, il combat aux côtés des armées blanches, puis va en Pologne où il fait la connaissance de Boris Savinkov, un révolutionnaire antibolchevik. Il va ensuite en Tchécoslovaquie et devient docteur en médecine à Prague tout en publiant ses premiers poèmes. On lui interdit cependant d’exercer pour avoir commis des avortements illégaux et il est expulsé du pays pour la même raison. Il part ensuite pour Paris où il fait la connaissance de sa troisième femme, d’origine suisse. Il réside à Nice lorsqu'il reçoit un arrêté d’expulsion pour exercice illégal de la médecine. En septembre 1931, il obtient un permis de séjour délivré par la principauté de Monaco où il reste jusqu'au 4 mai 1932, ainsi qu'un certificat d'identité valable jusqu'en août 1932. Il séjourne à Paris où il assassine le président français Paul Doumer le 6 mai. Condamné à mort, il meurt guillotiné le 14 septembre 1932 à Paris.

## Déroulement

### Attentat

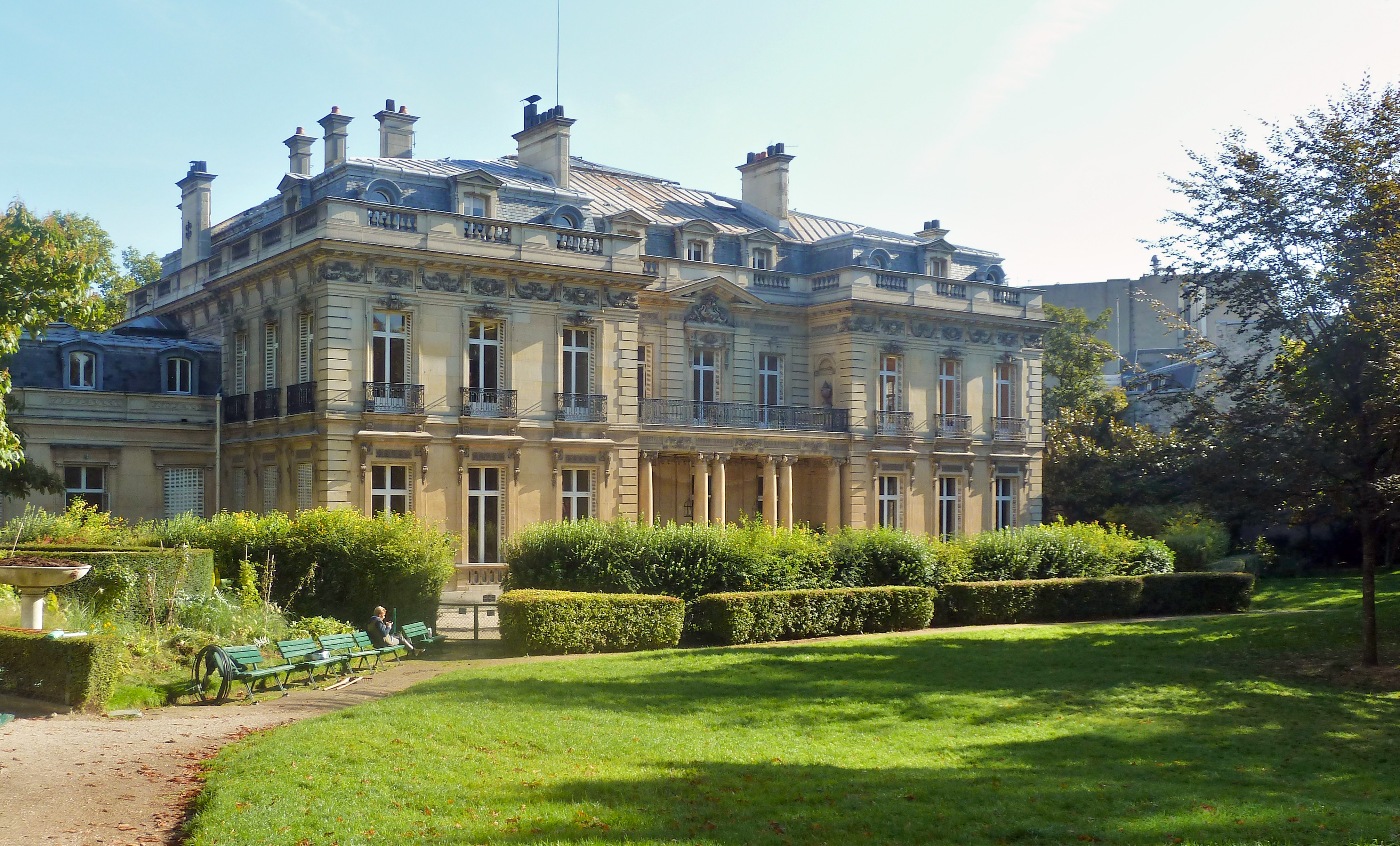
L'hôtel Salomon de Rothschild en 2016.

Dans l’après-midi du 6 mai 1932, deux jours avant le second tour des élections législatives, Paul Doumer inaugure le salon littéraire annuel des écrivains anciens combattants de la Grande Guerre, organisé par l'Association des écrivains combattants à l'hôtel Salomon de Rothschild, au 11 rue Berryer dans le VIIIe arrondissement de Paris.
Après avoir acheté deux livres et s’être fait passer sous le faux nom de Paul Brède, Paul Gorgulov attend l'arrivée de sa victime. Le chef de l'État salue courtoisement les écrivains présents et achète quelques livres, dans le but de les offrir à son épouse, Blanche. Vers 15 heures, alors que le président échange avec l'écrivain Claude Farrère en compagnie du ministre François Piétri, il est mortellement blessé de deux coups d'un pistolet semi-automatique Browning M1910 (aujourd'hui conservé au Musée de la préfecture de police) : il reçoit une balle à la base du crâne (sortie au niveau de la pommette droite) et une autre au niveau de l'aisselle droite (sortie derrière l’épaule). Il s'écrie « Tout de même ! », puis s'effondre au beau milieu de l'assistance, médusée. Gorgulov est déstabilisé par Farrère qui, après avoir tenté de sauver le président en détournant l'arme du criminel, est blessé de deux balles au bras. Une cinquième balle se fiche dans le décor. L'agresseur de Doumer est immédiatement maîtrisé par les inspecteurs de la Sûreté, puis arrêté, après avoir failli être lynché par la foule présente sur les lieux. Les premiers secours sont portés au président par sa filleule Hoang Thi The, infirmière volontaire.

### Mort du président

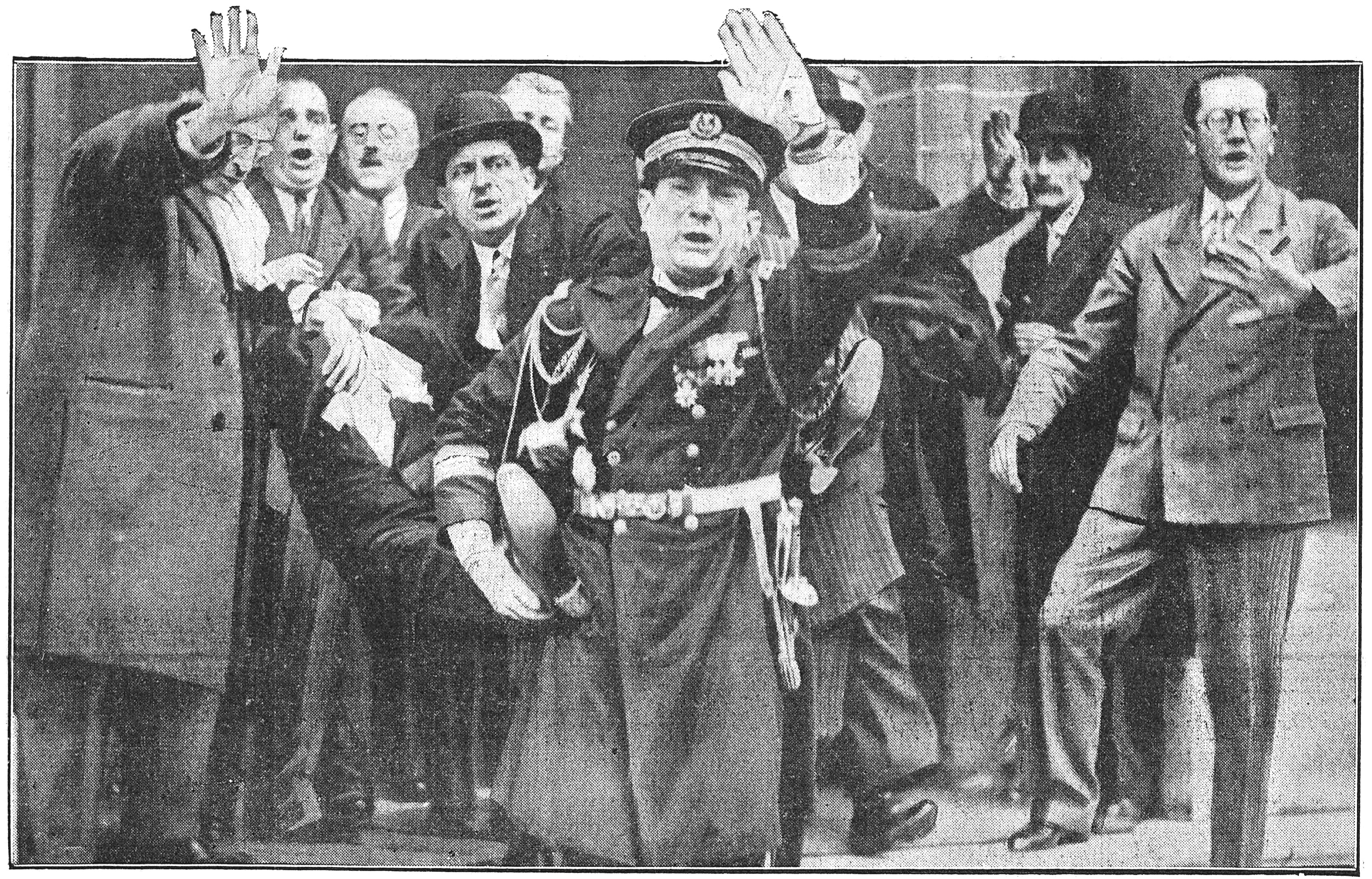
Paul Doumer pris en charge après s’être fait tirer dessus par Paul Gorgulov.

Le chef de l'État est relevé par Roger Labric et les commissaires de police Lefils et Caron et immédiatement transporté en automobile à l'hôpital Beaujon, qui était alors situé à quelques pas du lieu de l'agression, au no 208 rue du Faubourg-Saint-Honoré. À son arrivée à l'hôpital, bien qu'ayant manifesté des signes de conscience et ayant recouvré partiellement l'usage de la parole, le président a déjà perdu deux litres de sang. Il est pris en charge et opéré par les professeurs Gosset, Cunéo, Abrami, Okinczyc, et les docteurs Talheimer, Félix Ramond, Bopp, Tzanck. Finalement, Paul Doumer, mal soigné et victime d'une hémorragie sévère due à la section de l'artère axillaire qui sera ligaturée trop tard, sombre dans le coma le lendemain 7 mai vers deux heures du matin, et meurt peu après, à quatre heures trente-sept. Le corps du président est autopsié par le médecin légiste Charles Paul.
Paul Doumer est le troisième président français à mourir en fonction et le second à être assassiné après Sadi Carnot, tué en 1894. Les circonstances de sa mort suscitent émotion et indignation dans le pays ainsi qu'à l’international. Les autorités proposent à Blanche Doumer d'inhumer son mari au Panthéon, mais celle-ci s’y oppose en ces termes : « Ils me l'ont pris toute sa vie, ils me l’ont tué. Je veux au moins être avec lui dans la mort ». Le corps est exposé au palais de l'Élysée et les obsèques nationales en hommage au président défunt sont organisées le 12 mai 1932 à la cathédrale Notre-Dame de Paris et au Panthéon. Il est inhumé dans l'intimité, dans le caveau familial du cimetière de Vaugirard.

Images des funérailles nationales du président Paul Doumer
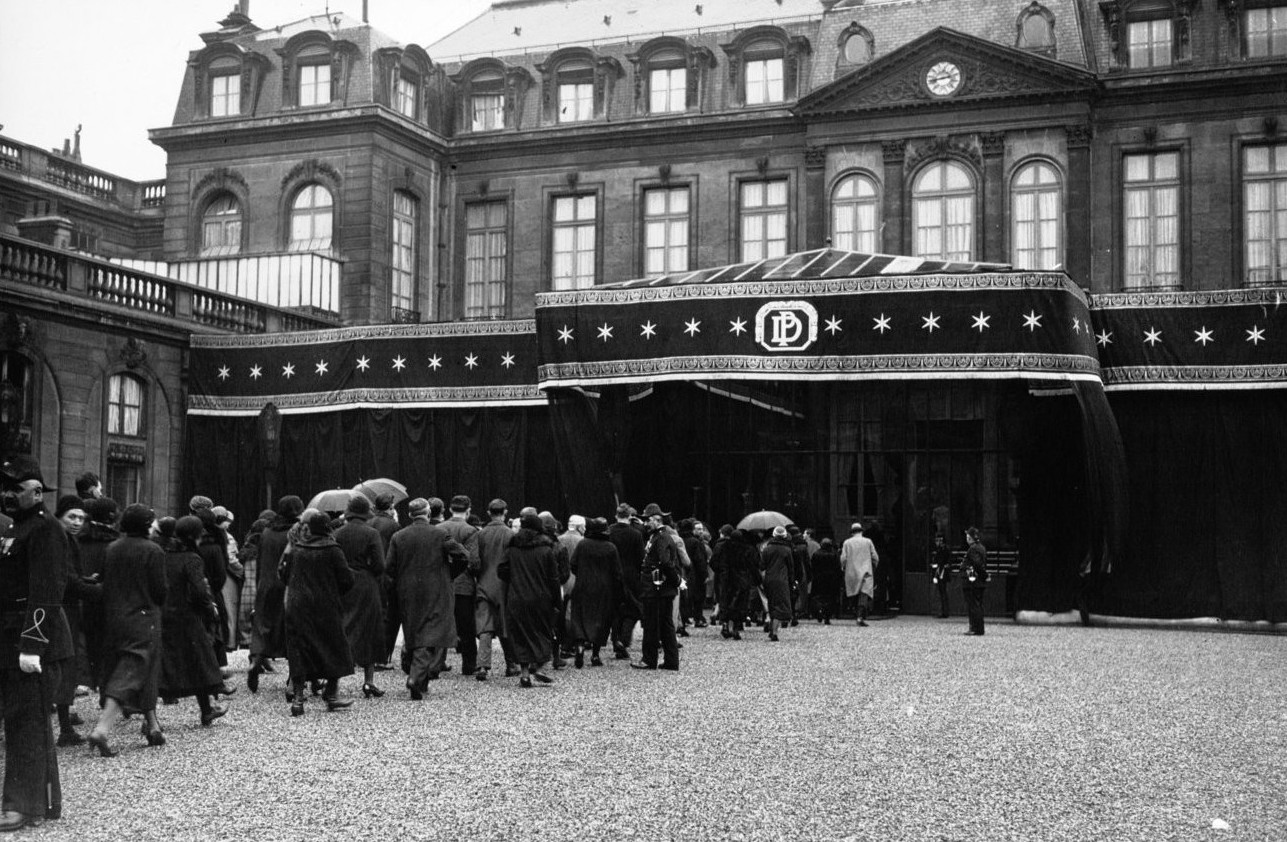
Foule venue rendre hommage à Paul Doumer au palais de l'Élysée.
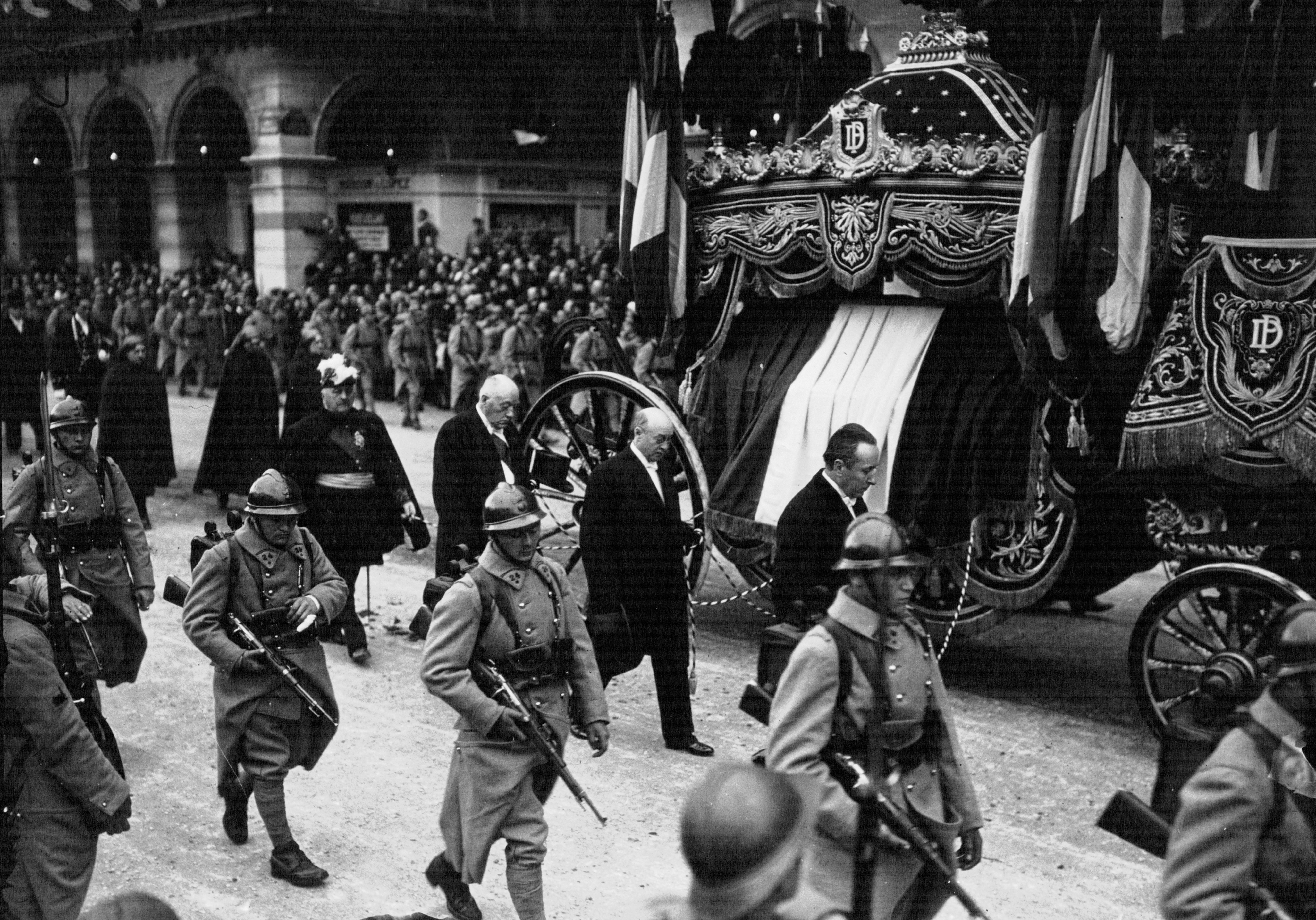
Cortège lors des obsèques de Paul Doumer, rue de Rivoli.
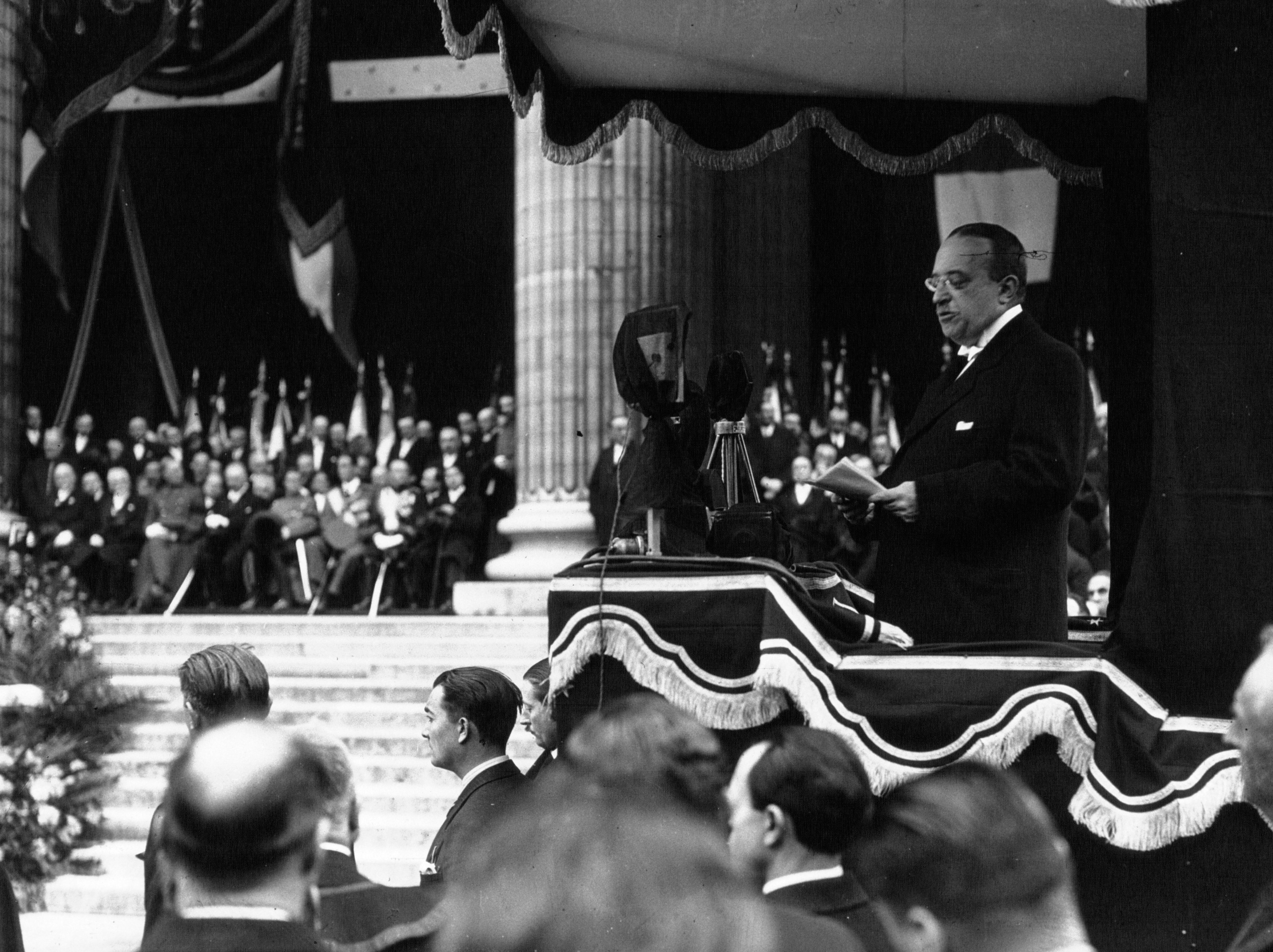
André Tardieu prononçant l’éloge funèbre au côté du catafalque, au Panthéon.

## Procès de Gorgulov

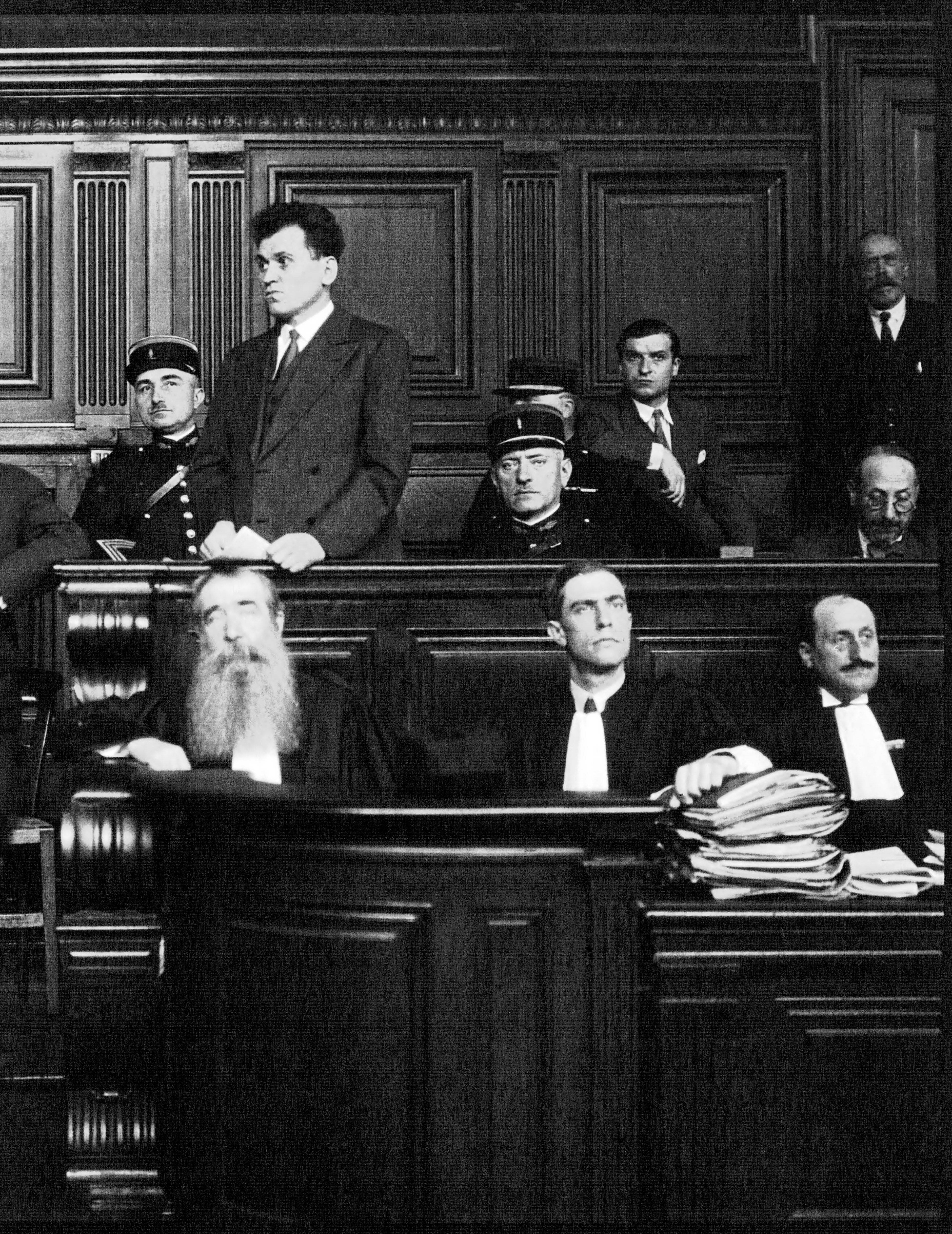
Paul Gorgulov durant son procès.

Le procès de Paul Gorgulov s'ouvre devant la cour d'assises de la Seine le 25 juillet 1932. Jugé après une instruction de seulement un mois, Paul Gorgulov se montre incohérent et agité, mais voit sa responsabilité pénale retenue ; affirmant avoir agi seul alors que circule avec insistance la thèse d'un complot visant à empêcher les projets de remilitarisation de Paul Doumer, Gorgulov donne notamment pour mobile une prétendue complaisance de la France pour les bolcheviks, parce que celle-ci n'avait pas voulu intervenir en Russie contre eux durant la guerre civile russe. La police a découvert sur lui des coupures de journaux concernant les derniers livres parus et les prochains déplacements du président, ainsi qu'un plan de Paris et un carnet sur lequel est écrit : « Mémoire de Paul Gorguloff, chef Président des fascistes russes. Qui a tué le Président de la République française ». Le surlendemain, rejetant la démence, les jurés le condamnent à mort. La Cour de cassation rejette le pourvoi de Gorguloff le 20 août 1932.
Paul Gorgulov est guillotiné par Anatole Deibler en public le 14 septembre 1932 à la prison de la Santé, malgré les protestations de la Ligue des droits de l'homme.